# Cixius fangi
Cixius fangi är en insektsart som beskrevs av Tsaur 1991. Cixius fangi ingår i släktet Cixius och familjen kilstritar. Inga underarter finns listade i Catalogue of Life.